# Aquimarina intermedia
Espèce
Aquimarina intermedia est une espèce de bactéries gram négatives de la famille des Flavobacteriaceae.

## Description
Ce sont des bactéries gram négatives, hétérotrophes et aérobies. Elles sont pigmentées rouge en culture et capables de se déplacer en glissant. Ce sont des bactéries dont la longueur est située entre 0,4 et 0,5 μm et la largeur entre 2,1 et 3,2 μm.
En culture sur gélose marine, ces bactéries forment des colonies circulaires, brillantes avec des bords entiers, pigmentées de rougeâtre et d'un diamètre de 2 à 3 mm. La croissance est possible entre 4 et 36 °C avec un optimum entre 25 et 28 °C en présence de 1 à 10 % de NaCl (optimum entre 2 et 5 %.

## Taxonomie
Le nom correct complet (avec auteur) de ce taxon est Aquimarina intermedia Nedashkovskaya et al. 2006.

### Étymologie
L'étymologie du nom spécifique de A. intermedia est la suivante : in.ter.me’di.a. L. fem. adj. intermedia, intermédiaire, ce qui se réfère au niveau de similarité de la séquence de l'ARNr 16S de cette espèce avec les séquences les plus similaires.